# Generale
Generale (più formalmente ufficiale generale) è un grado militare che indica una persona appartenente alla più elevata categoria degli ufficiali. All'interno di questa categoria possono esserci più gradi, uno dei quali, in molte forze armate, è denominato generale, senza ulteriori specificazioni: si tratta di uno dei ranghi più elevati, se non il più elevato, superiore al generale di corpo d'armata o tenente generale.
I gradi di generale sono utilizzati dalle forze armate di terra e dalle forze aeree che adottano un sistema gerarchico mutuato dall'esercito. I corrispondenti gradi della marina militare sono quelli di ammiraglio, mentre nel Regno Unito e nei paesi che hanno adottato lo stesso sistema, i corrispondenti gradi dell'aeronautica militare sono quelli di maresciallo capo dell'aria.

## Storia
Il titolo di capitano generale comparve in Europa a partire dal XIV secolo per indicare il comandante in capo sul campo di un esercito (o una flotta). In seguito comparvero i gradi di luogotenente generale (l'attuale tenente generale) e sergente maggiore generale (dal quale deriva l'attuale maggior generale), secondo e terzo nel comando dopo il capitano generale. Nella prima metà del XVI secolo comparve in Francia il colonnello generale, comandante di tutti i reggimenti appartenenti a una determinata arma (fanteria, cavalleria, ecc.). Nel XVIII secolo la denominazione di capitano generale cadde in disuso, contraendosi in quella di generale; si conservò, però, in Spagna e in alcuni suoi ex possedimenti, dove è attualmente utilizzata come grado militare onorifico attribuito al capo dello Stato.

## I modelli di classificazione
I sistemi di gradi per gli ufficiali generali più diffusi nei vari paesi si possono ricondurre a due modelli.
Il primo modello risale all'Ancien Régime ed è tuttora utilizzato dai paesi anglosassoni e, con variazioni, da altri paesi. Vi si trovano solitamente i seguenti gradi, in ordine ascendente:
- brigadier generale (o semplicemente brigadiere, non sempre considerato ufficiale generale), assente in alcuni paesi;
- maggior generale (da un precedente sergente maggiore generale);
- tenente generale;
- generale (da un precedente capitano generale);
- colonnello generale, presente nei soli paesi che non utilizzano il grado di brigadiere generale o brigadiere;
- feldmaresciallo o feldmaresciallo generale.

Il secondo modello deriva dai gradi adottati in Francia all'epoca della Rivoluzione, poi imitati da altri paesi, tra i quali l'Italia. In questo caso i gradi prendono il nome dell'unità che l'ufficiale dovrebbe comandare e solitamente sono, in ordine ascendente:
- generale di brigata;
- generale di divisione;
- generale di corpo d'armata;
- generale d'armata;

## Nel mondo

### Germania
Nell'Esercito tedesco dal 1871 al 1945 il grado di General era seguito dall'aggiunta, in base all'arma di provenienza, di: General der Infanterie, General der Kavallerie, General der Artillerie fino alla prima guerra mondiale; General der Infanterie, General der Panzertruppen, General der Artillerie, General der Kavallerie, General der Pioniere, General der Nachrichtentruppen, General der Gebirgstruppen nella seconda guerra mondiale. Nella Luftwaffe il grado veniva seguito con l'aggiunta, in base all'arma di provenienza, di: General der Flieger, General der Flakartillerie, General der Fallschirmtruppen, General der Luftnachrichtentruppen.
Dopo la seconda guerra mondiale le Forze armate tedesche costituitesi nel 1955 hanno seguito la comparazione dei gradi degli eserciti degli stati membri della NATO e per l'esercito e l'aeronautica militare tedesca la gerarchia degli ufficiali generali è la seguente: Brigadegeneral – Generalmajor – Generalleutnant e General, con il grado di General che compete al solo Generalinspekteur der Bundeswehr (capo di stato maggiore della difesa), se proveniente dall'Esercito o dell'Aeronautica, mentre se il capo di stato maggiore della difesa proviene dalla Marina il grado è quello di ammiraglio.

### Italia
Nelle forze armate italiane, nella categoria degli ufficiali generali, quello di generale è il massimo livello gerarchico raggiungibile. Il grado è istituito dal 1997 presso l'Esercito e presso l'Aeronautica, mentre il grado corrispondente per la Marina Militare è quello di ammiraglio. L'abbreviazione utilizzata nei documenti è Gen. o Amm., è equivalente al codice NATO OF-10. Lo può raggiungere solo il Capo di stato maggiore della difesa se appartenente all'Esercito o all'Aeronautica.
Gli altri ufficiali generali sono: 
- generale di brigata;
- generale di divisione;
- generale di corpo d'armata.

Nell'Arma dei Carabinieri il massimo livello è quello di comandante generale (con il grado di generale di corpo d'armata), ma questi non può ricoprire il ruolo di capo di Stato Maggiore della Difesa; anche nella Guardia di Finanza, dal 2010, il comandante generale è tratto dai generali di corpo d'armata del Corpo (la Gdf, va precisato, non dipende dal Ministero della difesa, ma direttamente dal Ministro, e non dal Ministero, dell'Economia e delle Finanze).
Gli ufficiali generali portano le stellette e la "greca" di colore bianco argento.
I capi di stato maggiore di forza armata possono raggiungere il grado di Generale di corpo d'armata con incarichi speciali.

### Repubblica di San Marino

Le Tre Penne militari, simbolo di appartenenza ai Corpi militari sammarinesi e distintivo di grado per gli ufficiali; possono essere dorate o argentate a seconda dei corpi

Nella Repubblica di San Marino il grado di "generale" è il grado vertice degli ufficiali superiori (maggiore, tenente colonnello, colonnello, generale).
Nell'organizzazione militare della Repubblica di San Marino, al vertice dei corpi militari è istituito il "Comando Superiore delle Milizie" con un "Comandante Superiore delle Milizie" con il grado di generale. Il grado è rappresentato da una greca con tre "tre penne", simbolo della militarità usato per i gradi degli ufficiali e sulle mostrine e alamari dei diversi corpi.

### Stati Uniti d'America
Nell'esercito statunitense il grado più elevato di ufficiale è il generale a cinque stelle (General of the Army), conferito solamente in caso di guerra dichiarata dal Congresso degli Stati Uniti d'America a prescelti generali.
Dal 1944 solamente cinque generali americani hanno ricevuto questa nomina:
| • | George Marshall      | 16 dicembre 1944  |
| • | Douglas MacArthur    | 18 dicembre 1944  |
| • | Dwight D. Eisenhower | 20 dicembre 1944  |
| • | Henry H. Arnold      | 21 dicembre 1944  |
| • | Omar Bradley         | 22 settembre 1950 |

Il grado massimo è quello di generale, detto anche Full general o generale a quattro stelle.
| Distintivo    |                                              |                    |                                       |                                  |                                        |                      |                                         |                  |                    |                            |                                  |  |  |  |  |
| Grado         | General of the Army (generale dell'esercito) | General (generale) | Lieutenant General (tenente generale) | Major General (maggior generale) | Brigadier General (brigadier generale) | Colonel (colonnello) | Lieutenant Colonel (tenente colonnello) | Major (maggiore) | Captain (capitano) | First Lieutenant (tenente) | Second Lieutenant (sottotenente) |  |  |  |  |
| Abbreviazione | GA                                           | GEN                | LTG                                   | MG                               | BG                                     | COL                  | LTC                                     | MAJ              | CPT                | 1LT                        | 2LT                              |  |  |  |  |

### Svizzera

Distintivo

Nell'esercito svizzero, il grado di generale (francese Général, tedesco: General) è assegnato solamente in caso di guerra. La persona designata sarà il comandante in capo dell'esercito svizzero.

## Gradi omologhi
Di seguito è riportata una lista dell'equivalente del grado per le principali forze armate mondiali:
 Albania?
 Arabia SauditaFariq 'awwal
 ArgentinaTeniente general
 Australia(Full-)General
 AustriaGeneral
 Belgiogénéral / generaal
 BrasileGeneral-de-exército
 Bulgaria?
 Canada(Full-)General
 CileGeneral de ejército
 CinaShang Jiang、上将
 Colombia?
 Corea del Nord?
 Corea del Sud?
 Croazia?
 CubaGeneral de ejército
 DanimarcaGeneral
 EgittoFarīq 'awwāl
 Estonia?
 FinlandiaKenraali
 FranciaGénéral d'armée
 GermaniaGeneral
 Giappone幕僚長たる陸将(Bakuryōchō-taru-Rikushō)
 GreciaStrategos
 India?
 IranSardar
 IraqFarīq 'awwāl
 IrlandaSenza equivalente
 IsraeleNon previsto
 Lettonia?
 Lituania?
 MessicoPresidente della Repubblica
 NorvegiaGeneral
 Nuova Zelanda?
 Paesi BassiGeneraal
 PakistanGeneral
 PerùGeneral de ejército
 PoloniaGeneral
 Portogallo?
 Regno Unito(Full-)General
 Romania?
 RussiaГенерал армии(General armii)
 SpagnaGeneral de ejército
 SiriaFarīq 'awwāl
 Slovenia?
 SveziaGeneral
 Stati Uniti(Full)General
 Sudafrica(Full-)General
 TaiwanYījí Shang Gjiàng、一級上将
 TurchiaOrgeneral
 Uruguay?
 Venezuela?